# Liste des districts du Manipur

Le Manipur est ses états voisins.

Le Manipur en Inde.

L'état du Manipur en Inde est formé de 9 districts :

## Liste des districts
| Sigle | District          | Chef-lieu     | Population (2011) | Superficie (km²) | Densité 2011 | Site officiel                                                                               |
| ----- | ----------------- | ------------- | ----------------- | ---------------- | ------------ | ------------------------------------------------------------------------------------------- |
| BI    | Bishnupur         | Bishnupur     | 240 363           | 496              | 485          | http://ukhrul.nic.in/                                                                       |
| CC    | Churachandpur     | Churachandpur | 271 274           | 4 574            | 59           | « http://churachandpur.nic.in/ »(Archive.org • Wikiwix • Archive.is • Google • Que faire ?) |
| CD    | Chandel           | Chandel       | 144 028           | 3 317            | 43           | http://chandel.nic.in/                                                                      |
| EI    | Imphal oriental   | Porompat      | 452 661           | 710              | 638          | http://imphaleast.nic.in/                                                                   |
| SE    | Senapati          | Senapati      | 354 972           | 3 269            | 109          | http://Senapati.nic.in/                                                                     |
| TA    | Tamenglong        | Tamenglong    | 140 143           | 4 391            | 32           | http://tamenglong.nic.in/                                                                   |
| TH    | Thoubal           | Thoubal       | 420 517           | 514              | 818          | http://thoubal.nic.in/                                                                      |
| UK    | Ukhrul            | Ukhrul        | 183 115           | 4 547            | 40           | http://ukhrul.nic.in/                                                                       |
| WI    | Imphal occidental | Lamphelpat    | 514 683           | 519              | 992          | http://imphalwest.nic.in/                                                                   |